# Riley (Indiana)
Riley es un pueblo ubicado en el condado de Vigo en el estado estadounidense de Indiana. En el Censo de 2010 tenía una población de 221 habitantes y una densidad poblacional de 948,1 personas por km².

## Geografía
Riley se encuentra ubicado en las coordenadas 39°23′23″N 87°18′1″O / 39.38972, -87.30028. Según la Oficina del Censo de los Estados Unidos, Riley tiene una superficie total de 0.23 km², de la cual 0.23 km² corresponden a tierra firme y (0%) 0 km² es agua.

## Demografía
Según el censo de 2010, había 221 personas residiendo en Riley. La densidad de población era de 948,1 hab./km². De los 221 habitantes, Riley estaba compuesto por el 97.74% blancos, el 0.45% eran afroamericanos, el 0.45% eran amerindios, el 0% eran asiáticos, el 0% eran isleños del Pacífico, el 0% eran de otras razas y el 1.36% pertenecían a dos o más razas. Del total de la población el 0.45% eran hispanos o latinos de cualquier raza.